# Ceoptera
Ceoptera is een uitgestorven geslacht van pterosauriërs behorende tot de Monofenestrata dat tijdens de middelste Jura leefde in het gebied van het huidige Schotland. Het is een monotypisch taxon met één soort: Ceoptera evansae.

## Naamgeving

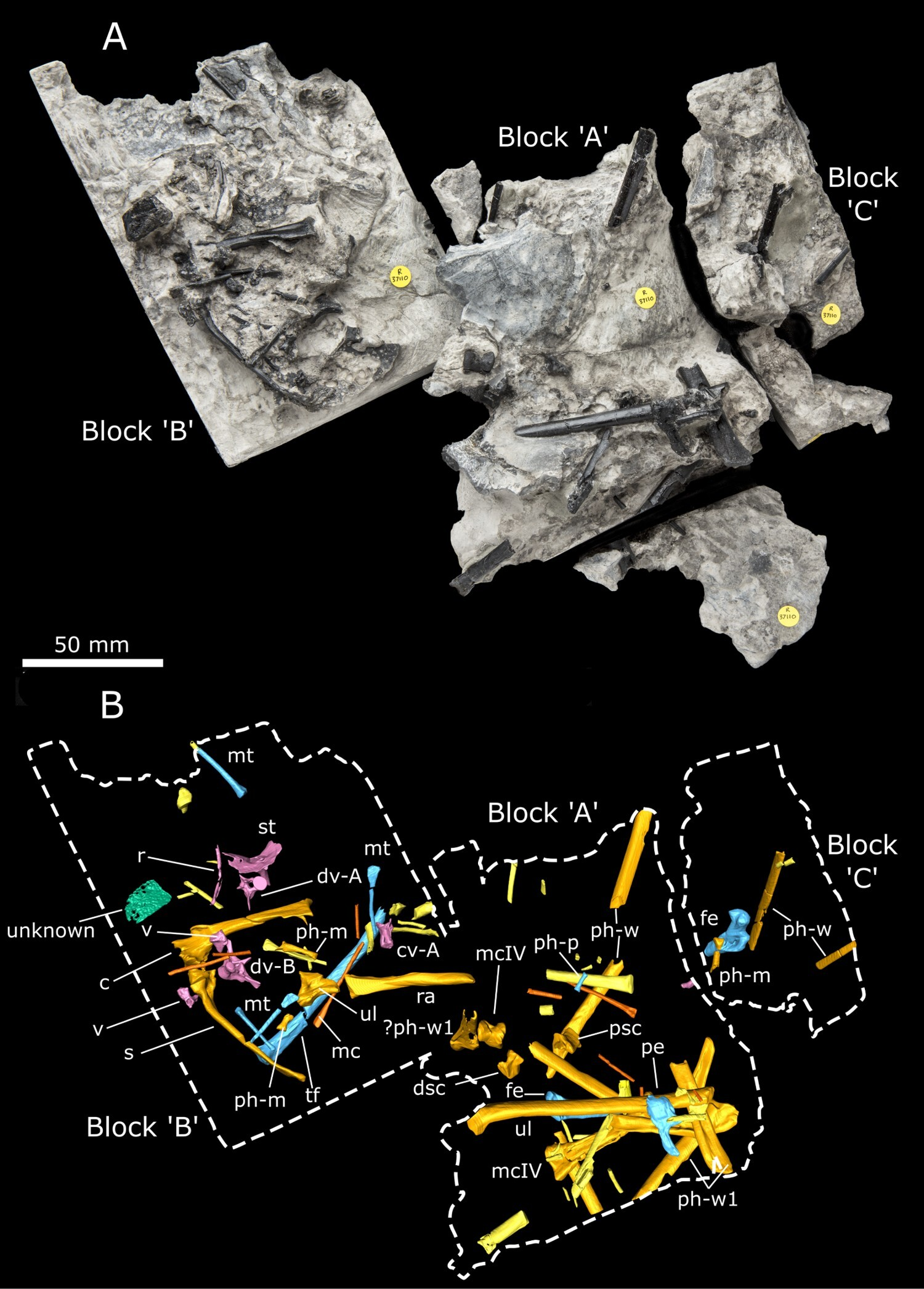
Het holotype

In 2006 nodigde Susan Elizabeth Evans de paleontoloog Paul Barrett uit om een fossiele vindplaats te bekijken nabij Elgol op Skye. Hij verzocht zijn collegae Jérémy Anquetin, Stuart Feerick, and Scott Moore-Fay om hem op dit uitstapje te begeleiden. Bij die gelegenheid werd op een van een klif gevallen steenblok, in drieën gebroken, een uiterst zeldzaam pterosauriërskelet ontdekt en geborgen. Het specimen werd hierop geprepareerd door het Natural History Museum. De botten werden geleidelijk blootgelegd door een zuurbad waarbij kwetsbare delen steeds werden beschermd door ze te bedekken door kunstharsen. De vondst werd in 2019 gemeld in de wetenschappelijke literatuur. De vindplaats werd in 2020 in detail beschreven.

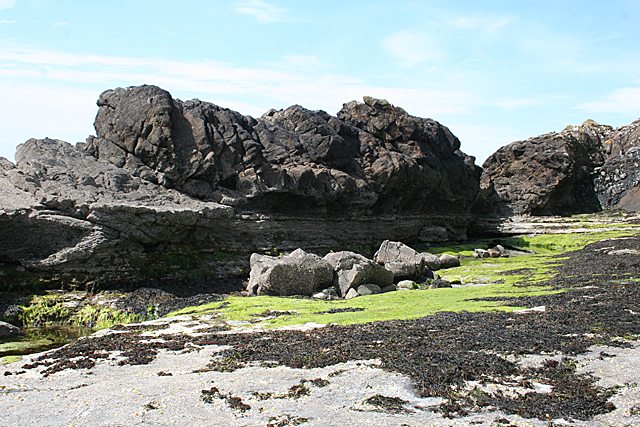
Het landschap van de vindplaats

In 2024 werd de typesoort Ceoptera evansae benoemd en beschreven door Elizabeth Martin-Silverstone, David Michael Unwin, Andrew R. Cuff, Emily E. Brown, Lu Allington-Jones en Paul Michael Barrett. De geslachtsnaam verbindt het Schots-Gaelisch cheò of ceò, "mist", met het Grieks pteron, "vleugel". Pteron wordt wel gelatiniseerd tot pterus en hier werd dit de vrouwelijke uitgang ptera gegeven, kennelijk omdat de soortaanduiding naar een vrouw verwijst. Het "mist" verwijst naar de aanduiding Eilean a’ Cheò, "Eiland van de Mist" voor Skye. Cheò wordt uitgesproken als "kiyoo". De soortaanduiding eert professor Evans.
Het holotype, NHMUK PV R37110, is gevonden in een laag van de Kilmaluagformatie die dateert uit het Bathonien, ongeveer 167 miljoen jaar oud. Het bestaat uit een skelet zonder schedel. Bewaard zijn gebleven: vier ruggenwervels, twee staartwervels, twee wervels van onbestemde positie (vermoedelijk de rug), een rib, de rechterschoudergordel, een linkerravenbeksbeen, het borstbeen, een bovenste rechtersyncarpale, een onderste linkersyncarpale, een linkerspaakbeen, een linkerellepijp, een vierde linkermiddenhandsbeen, een vierde rechtermiddenhandsbeen, verschillende andere middenhandsbeenderen (I, II of III), de eerste kootjes van de vierde rechtervinger en linkervinger, nog eens minstens drie kootjes van een vleugelvinger, het bekken, een rechterdijbeen, een met het kuitbeen vergroeid linkerscheenbeen, een middenvoet, een teenkootje en een voetklauw. De elementen liggen niet in verband. Het betreft een volwassen en volgroeid individu. Het vertegenwoordigde in 2019 het meest complete skelet van de Monofenestrata dat uit de middelste Jura bekend was.

## Beschrijving

### Grootte en onderscheidende kenmerken

Ceoptera in grootte vergeleken met een mens

De vleugel heeft een geschatte lengte van zesenzeventig centimeter. De vleugelspanwijdte is geschat op 160 centimeter.
De beschrijvers stelden twee onderscheidende kenmerken vast. Het zijn autapomorfieën, unieke afgeleide eigenschappen. De schacht van het ravenbeksbeen heeft aan de zijde van het borstbeen over een kwart van de lengte een goed ontwikkelde, smalle, min of meer rechthoekige beenplaat als aanhechting voor de musculus sternocoracoideus, van welke plaat de vrijliggende rand een onregelmatig golvend profiel heeft. Het achterblad van het darmbeen heeft op de buitenste zijkant van de naar boven verbrede achterste punt een opvallende uitholling die in tweeën verdeeld wordt door een lage afgeronde verticale richel.

### Skelet
Bij de zijuitsteeksels van de ruggenwervels heeft het facet voor de ribkop een eigenaardige vorm. De basis van de ondersteunende beenwal is naar voren gericht, de zijrand van het voorste gewrichtsuitsteeksel ondersteunend. De beenwal steekt als een korte richel ook iets verder dan het facet uit. Deze zeldzame morfologie wordt gedeeld met Darwinopterus. Bij een staartwervel lijken de gewrichtsuitsteeksels uit te lopen in draadvormige structuren die wellicht een lange staart ondersteunden.
Het langwerpige schouderblad eindigt bovenaan in een zwelling met bovenop een facet. Het ravenbeksbeen is onderaan sterk verbreed met een acrocoracoïde uitsteeksel. Op de buitenzijde ligt een driehoekige beenrichel voor de aanhechting van de armspieren. Dat zijn alle drie eigenaardigheden van de Darwinoptera. De schoudergordel heeft in het algemeen een afgeleide vorm met een schouderblad dat langer dan het ravenbeksbeen. Het facet op het schouderblad kan wijzen op een articulatie met de wervelkolom die bij de Darwinoptera overigens nog niet met zekerheid is aangetoond. Het borstbeen heeft een korte en hoge voorste punt, cristospina, met een brede basis zoals typisch voor de Darwinoptera.
In de pols heeft het bovenste syncarpale een afgeleide vijfhoekige vorm in plaats van een rechthoekige. De onderzijde heeft ook een afgeleide vorm met twee langwerpige groeven gescheiden door een schuine richel. Het distale syncarpale is blokvormig zoals bij alle pterosauriërs in de middelste en late Jura.
Het vierde middenhandsbeen is 3,9 maal langer dan breed. Dit is een waarde die past in het bereik van Darwinoptera dat tussen de 3,5 3n 4,5 ligt. Dat is duidelijk langer dan bij niet-Monofenestrata, maar korter dan bij Pterodactyloidea. Eigenaardig is dat een inkeping ontbreekt boven het scharniergericht waar het eerste kootje van de vleugelvinger in kan rusten bij een volle buiging van de vleugel. Eveneens ontbreekt de gebruikelijke verruwing voor de spier die andere pterosauriërs wel hebben. Het profiel van het ondervlak is licht gewrongen tussen de gewrichtsknobbels in plaats van symmetrisch zoals bij basale pterosauriërs.
In het bekken is de bovenste verbreding van het achterblad van het darmbeen typisch voor Monofenestrata. Basale vormen hebben in plaats van een deuk in de zijkant van het blad een vlak of bol oppervlak.
De trochanter major steekt boven de hals van de dijbeenkop uit, een afgeleid kenmerk dat pas bij de Monofenestrata opduikt. Bij Ceoptera is de hals opvallend ingesnoerd en maakt een hoek van 126° met de dijbeenschacht. Het kuitbeen is relatief robuust. De voetklauw is lang en licht gebogen. De bult voor de aanhechting van de pees van de buigende spier beslaat een grote lengte, 40%, van de klauw. De bult heeft een vlakke onderkant die naar voren in de klauw overloopt. De achterrand van de bult maakt een hoek van 45° met de onderkant. Het gewrichtsfacet van de klauw is maar weinig verdiept. Deze hele bouw is typerend voor Darwinoptera.

## Fylogenie
Ceoptera werd in de Darwinoptera geplaatst, in een polytomie of kam met andere darwinopteren.
Het volgende cladogram toont de positie van Ceoptera in de evolutionaire stamboom volgens het beschrijvende artikel.
|  | Changchengopterus |
|  |                   |
|  | Kunpengopterus    |
|  |                   |
|  | Wukongopterus     |
|  |                   |
|  | Darwinopterus     |
|  |                   |
|  | Kryptodrakon      |
|  |                   |
|  | Cuspicephalus     |
|  |                   |
|  | Allkaruen         |
|  |                   |
|  | Ceoptera          |
|  |                   |

|  | Pterodactylus                                |
|  |                                              |
|  | \| \| Afgeleide pterodactyloïden \| \| \| \| |
|  |                                              |
|  | Afgeleide pterodactyloïden                   |
|  |                                              |

|  | Afgeleide pterodactyloïden |
|  |                            |

|  | Pterodactylus                                |
|  |                                              |
|  | \| \| Afgeleide pterodactyloïden \| \| \| \| |
|  |                                              |
|  | Afgeleide pterodactyloïden                   |
|  |                                              |

|  | Afgeleide pterodactyloïden |
|  |                            |

|  | Changchengopterus |
|  |                   |
|  | Kunpengopterus    |
|  |                   |
|  | Wukongopterus     |
|  |                   |
|  | Darwinopterus     |
|  |                   |
|  | Kryptodrakon      |
|  |                   |
|  | Cuspicephalus     |
|  |                   |
|  | Allkaruen         |
|  |                   |
|  | Ceoptera          |
|  |                   |

|  | Pterodactylus                                |
|  |                                              |
|  | \| \| Afgeleide pterodactyloïden \| \| \| \| |
|  |                                              |
|  | Afgeleide pterodactyloïden                   |
|  |                                              |

|  | Afgeleide pterodactyloïden |
|  |                            |

|  | Pterodactylus                                |
|  |                                              |
|  | \| \| Afgeleide pterodactyloïden \| \| \| \| |
|  |                                              |
|  | Afgeleide pterodactyloïden                   |
|  |                                              |

|  | Afgeleide pterodactyloïden |
|  |                            |

De analyse wijkt af van andere onderzoeken doordat de Darwinoptera een echte (monofyletische) clade zijn en doordat Kunpengopterus, Changchengopterus, Allkaruen, Kryptodrakon en Cuspicephalus ertoe behoren.